# Buasjön (Härryda socken, Västergötland)
Ej att förväxla med Buasjön (Björketorps socken, Västergötland) som ligger på gränsen mellan Björketorps och Härryda socknar
Buasjön är en sjö i Härryda kommun och Marks kommun i Västergötland och ingår i Kungsbackaåns huvudavrinningsområde. Sjön är 11,1 meter djup, har en yta på 0,174 kvadratkilometer och är belägen 101,2 meter över havet.

## Delavrinningsområde
Buasjön ingår i det delavrinningsområde (639606-129344) som SMHI kallar för Mynnar i Västra Ingsjön. Medelhöjden är 124 meter över havet och ytan är 12,53 kvadratkilometer. Det finns inga avrinningsområden uppströms utan avrinningsområdet är högsta punkten. Sandsjöbäcken som avvattnar avrinningsområdet har biflödesordning 2, vilket innebär att vattnet flödar genom totalt 2 vattendrag innan det når havet efter 32 kilometer. Avrinningsområdet består mestadels av skog (77 procent). Avrinningsområdet har 3,09 kvadratkilometer vattenytor vilket ger det en sjöprocent på 7,6 procent. Bebyggelsen i området täcker en yta av 0,84 kvadratkilometer eller 2 procent av avrinningsområdet.